# Rathbunaster californicus
Rathbunaster californicus är en sjöstjärneart som beskrevs av Fisher 1906. Rathbunaster californicus ingår i släktet Rathbunaster och familjen Labidiasteridae. Inga underarter finns listade i Catalogue of Life.